# Sơn Ninh
Sơn Ninh là một xã thuộc huyện Hương Sơn, tỉnh Hà Tĩnh, Việt Nam.

## Địa lý
Xã Sơn Long có diện tích 6,8 km², dân số năm 1999 là 4.429 người, mật độ dân số đạt 651 người/km².

## Lịch sử
Ngày 13 tháng 12 năm 2018, HĐND tỉnh Hà Tĩnh ban hành Nghị quyết số 126/NQ-HĐND về việc:
- Thành lập thôn Hà Tiến trên cơ sở thôn Thượng Tiến và một phần của thôn Hương Hà.
- Sáp nhập phần còn lại của thôn Hương Hà vào thôn Dương Đình.